# Atlètic Terrassa
Der Atlètic Terrassa HC ist ein 1952 als Hockeyclub ins Leben gerufener Sportverein aus der katalanischen Stadt Terrassa rund 30 km nordwestlich von Barcelona. Inzwischen besitzt der von sieben jungen Männern des katholischen Sozialzentrums von Terrassa gegründete Verein über 5000 Mitglieder. Neben dem traditionellen Hockey werden Tennis, Pádel, Frontón, Basketball, Schwimmen und Turnen angeboten. Die großzügige 6 Hektar umfassende Clubanlage Can Salas befindet sich in den Hügeln rund 3 km nordöstlich des Stadtzentrums am Rande des Naturschutzgebietes Sant Llorenç del Munt und l’Obac. Atlètic erwarb das Areal zwischen 1967 und 1997. Neben dem 1500 Zuschauer fassenden Hockeystadion Josep Marquès unterhält der Club noch zwei weitere Kunstrasenhockeyfelder. Weiter befinden sich dreizehn Tennisplätze, neun Pádelfelder, ein Außen- und ein Hallenschwimmbecken auf der Anlage.

## Hockey
| Europapokalbilanz Herren Feld |                    |        |       |             |
| Jahr                          | Wettbewerb         | Niveau | Platz | Ort         |
| 1984                          | Club Champions Cup | 1      | 3     | Terrassa    |
| 1985                          | Club Champions Cup | 1      | 1     | Frankenthal |
| 1986                          | Club Champions Cup | 1      | 3     | Utrecht     |
| 1987                          | Club Champions Cup | 1      | 2     | Terrassa    |
| 1988                          | Club Champions Cup | 1      | 3     | Bloemendaal |
| 1989                          | Club Champions Cup | 1      | 2     | Mülheim     |
| 1990                          | Club Champions Cup | 1      | 2     | Frankfurt   |
| 1991                          | Club Champions Cup | 1      | 2     | Wassenaar   |
| 1992                          | Club Champions Cup | 1      | 2     | Amsterdam   |
| 1993                          | Cup Winners Cup    | 1      | 3     | Birmingham  |
| 1994                          | Cup Winners Cup    | 1      | 1     | Terrassa    |
| 1995                          | Club Champions Cup | 1      | 3     | Terrassa    |
| 1996                          | Club Champions Cup | 1      | 3     | Mülheim     |
| 1998                          | Club Champions Cup | 1      | 1     | Terrassa    |
| 1999                          | Cup Winners Cup    | 1      | 2     | Amsterdam   |
| 2000                          | Cup Winners Cup    | 1      | 1     | Terrassa    |
| 2002                          | Cup Winners Trophy | 2      | 1     | Gibraltar   |
| 2005                          | Club Champions Cup | 1      | 3     | Amsterdam   |
| 2006                          | Club Champions Cup | 1      | 2     | Cannock     |
| 2007                          | Club Champions Cup | 1      | 2     | Bloemendaal |
| 2008                          | Euro Hockey League | 1      | VF    | Terrassa    |
| 2009                          | Euro Hockey League | 1      | VR 24 | Lille       |
| 2010                          | Euro Hockey League | 1      | VF    | Rotterdam   |
| 2011                          | Euro Hockey League | 1      | VF    | Bloemendaal |
| 2012                          | Euro Hockey League | 1      | AF    | Rotterdam   |
| 2013                          | Euro Hockey League | 1      | AF    | Amsterdam   |
| 2015                          | Euro Hockey League | 1      | VR 24 | Barcelona   |
| 2016                          | Euro Hockey League | 1      | 4     | Barcelona   |
| 2017                          | Euro Hockey League | 1      | VF    | Eindhoven   |
| 2018                          | Euro Hockey League | 1      | AF    | Rotterdam   |

Die Stadt Terrassa ist neben dem nahe gelegenen Barcelona das Zentrum des spanischen Hockey. Mit dem CD Terrassa, dem Club Egara und Atlètic verfügt die Stadt bei Herren und Damen über jeweils drei von zehn Erstligisten in Spanien.
Der Verein ist bei den Männern spanischer Rekordmeister im Hockey.

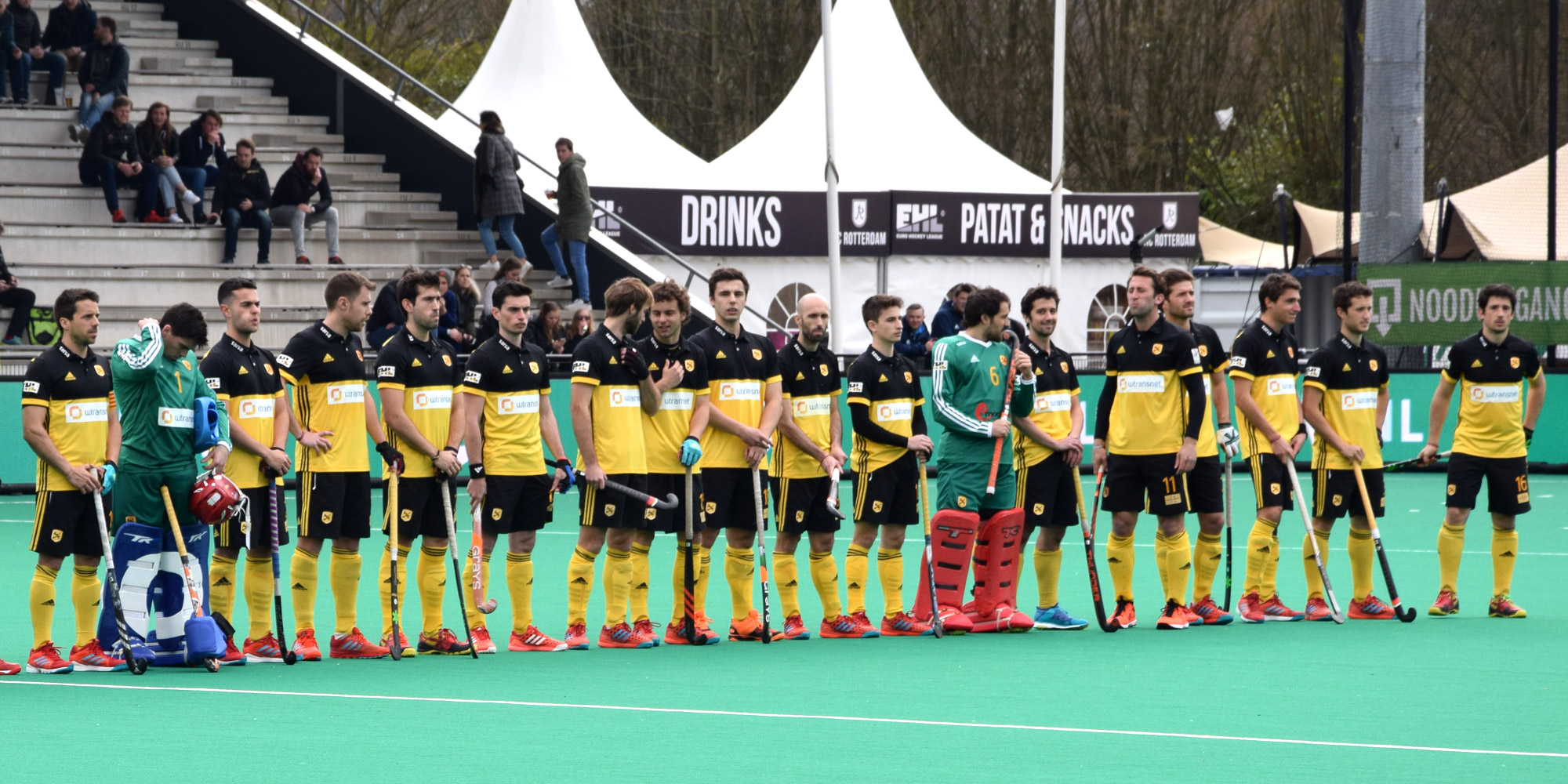
Herrenteam bei der EHL 2017/18

### Herren
Das Herrenteam stand nach seiner Gründung lange im Schatten des Lokalkonkurrenten Club Egara. Der ersten nationalen Meisterschaft 1983 folgten die nächsten acht Jahre jeweils die Titelverteidigung. Bis 2017 konnte Atlètic 21 spanische Meisterschaften verbuchen sowie 16 Pokalsiege und 19 katalanische Meisterschaften. Auch auf internationaler Ebene stieg der Club ab den 80er-Jahren in die Spitzengruppe vor. 1985 und 1998 gewann Atlètic den EuroHockey Club Champions Cup, erreichte weitere sieben Mal das Finale. Im EuroHockey Cup Winners Cup kamen 1994 und 2000 zwei weitere Europapokalsiege zur Titelsammlung des Vereins hinzu. Mit insgesamt zwölf europäischen Endspielteilnahmen im Feldhockey hält Atlètic den Rekord vor dem Amsterdamer H&BC (10) und dem HTC Uhlenhorst Mülheim (10).

### Erfolge Herren
Feld
- EuroHockey Club Champions Cup: 1985, 1998
- EuroHockey Cup Winners Cup: 1994, 2000
- EuroHockey Cup Winners Trophy: 2002

- Spanischer Meister : 1983, 1984, 1985, 1986, 1987, 1988, 1989, 1990, 1991, 1994, 1995, 1997, 2004, 2005, 2006, 2007, 2009, 2010, 2011, 2012, 2017
- Spanischer Pokalsieger: 1984, 1985, 1986, 1987, 1988, 1990, 1991, 1992, 1994, 1995, 1997, 2001, 2002, 2006, 2010, 2015
- Katalanischer Meister: 1980, 1983, 1985, 1986, 1987, 1988, 1989, 1990, 1991, 1993, 1995, 1996, 1997, 2003, 2004, 2005, 2006, 2010, 2011

Halle
- EuroHockey Club Champions Cup : 1999
- EuroHockey Club Champions Trophy: 1998
- Spanischer Meister (Halle): 1982, 1983, 1984, 1986, 1987, 1988, 1997, 1998, 1999, 2000, 2001, 2004, 2009, 2011, 2012
- Katalanischer Meister: 1981, 1982, 1983, 1984, 1985, 1986, 1987, 1988, 1989, 1991, 1992, 1993, 1994, 1996, 1997, 1998, 2000, 2001, 2003, 2005, 2006, 2009, 2010, 2011, 2012, 2013, 2014, 2015

### Damen
Die seit 1969 existierende Damenmannschaft spielt ebenfalls in der höchsten spanischen Liga, konnte aber im Gegensatz zum Lokalkonkurrenten CD Terrassa noch keinen nationalen Titel erringen. Das Team stieg als Meister der 2. Liga zur Saison 2016/17 wieder in die Erstklassigkeit auf. Beendete diese Saison auf dem vorletzten Platz, konnte aber die Liga durch einen Erfolg in der Relegation gegen RS Tenis halten.
Erfolge
- Katalanischer Meister: 1988, 2007, 2009